# 愛媛県立今治特別支援学校
愛媛県立今治特別支援学校（えひめけんりつ いまばりとくべつしえんがっこう）は、愛媛県今治市にある公立特別支援学校。

## 所在地
- 〒799-1524　愛媛県今治市桜井乙32-313

## 学部
- 小学部
- 中学部
- 高等部
- 訪問教育

## 沿革
- 1979年（昭和54年）4月1日 - 開校。太陽の家分校、新居浜学園分校、東予学園分校も同時開校。
- 1994年（平成6年）3月31日 - 新居浜学園分校閉校。
- 1996年（平成8年）4月1日 - 高等部設置。
- 2006年（平成18年）4月1日 - 新居浜分校開校。
- 2009年（平成21年）3月31日 - 太陽の家分校閉校。
- 2009年（平成21年）4月1日 - 学校名を愛媛県立今治特別支援学校と変更。
- 2010年（平成22年）3月31日 - 東予学園分校閉校。
- 2011年（平成23年）4月1日 - 新居浜分校が独立し愛媛県立新居浜特別支援学校となる。

## 出身者
- 山口尚秀 - 水泳選手